# Crangonoidea
Los crangonoideos (Crangonoidea) son una superfamilia de crustáceos decápodos carideos.

## Taxonomía
La superfamilia está conformada por las familias:
- Los crangónidos (Crangonidae, Haworth, 1825)
- Los glifocrangónidos (Glyphocrangonidae, Smith, 1884).

## Distribución
Sólo los crangónidos tienen representación a las costas mediterráneas.